# 121609 Josephnicholas
121609 Josephnicholas este o planetă minoră (asteroid), cu un diametru de 4,821 km, din centura de asteroizi. A fost descoperită pe 13 noiembrie 1999 la Catalina Station⁠(d) de Catalina Sky Survey. 
Obiectul prezintă o orbită caracterizată de o semiaxă mare de 3,1506350114713 UAi, o excentricitate de 0,16, o înclinație de 16,3 ° în raport cu ecliptica.